# Pattinaggio artistico
Il pattinaggio artistico è una specialità sportiva praticata sia nel pattinaggio su ghiaccio, nel pattinaggio a rotelle e anche nel pattinaggio in linea. I pattinatori ballano una coreografia su una canzone e con un body di società

## Tipi di pattinaggio di figura
| Disciplina  | Attrezzo            | Terreno  | Federazione | Anno 1° mondiale |
| ----------- | ------------------- | -------- | ----------- | ---------------- |
| Su ghiaccio | pattini da ghiaccio | ghiaccio | ISU         | 1896             |
| A rotelle   | quad                | pista    | World Skate | 1946             |
| In linea    | pattini in linea    | pista    | World Skate | 2002             |

Approfondimenti sulle varie discipline sono forniti alle specifiche voci pattinaggio artistico su ghiaccio, sia singolo che in coppia, danza (su ghiaccio), pattinaggio sincronizzato (su ghiaccio), pattinaggio artistico a rotelle (con pattini tradizionali), pattinaggio artistico in linea (con pattini in linea).